# Thames Ironworks FC
Thames Ironworks FC was een Engelse voetbalclub die de voorloper was van het latere West Ham United.

## Geschiedenis
De club werd in 1895 opgericht door Arnold Hills, eigenaar van het bedrijf Thames Ironworks and Shipbuilding Company en een van zijn werknemers Dave Taylor. Er wordt aangenomen dat de club de opvolger was van Old Castle Swifts FC, de oudste professionele voetbalclub uit Essex. Thames Ironworks nam de huur van het Swifts-stadion Hermit Road over in Canning Town tot ze eruit gezet werden in oktober 1896. Daarna verhuisde de club kort naar Browning Road in East Ham alvorens naar de Memorial Grounds te verhuizen dicht bij West Ham Station. Arnold Hills liet het stadion bouwen voor £20000.
In 1895/96 won de club de West Ham Charity Cup. De volgende twee seizoenen werd Thames tweede en kampioen in de London League. In 1899 werd de club kampioen van de Southern League Division 2 en promoveerde zo naar de hoogste klasse van de Southern League. Het volgende seizoen moest de club een testwedstrijd spelen tegen Fulham FC om in deze competitie te blijven en won deze met 5-1. In juni 1900 trok de club zich terug uit de competitie en werd officieel opgeheven. Op 5 juli 1900 werd de club heropgericht onder de naam West Ham United en speelde verder op de vacante plaats van Thames Ironworks in de Southern League.

## Trainers
- Dave Taylor 1895
 Ted Harsent 1895-1897
 Francis Payne 1897-1899
 George Neill 1899-1900